# Gare de Marquise - Rinxent
La gare de Marquise - Rinxent est une gare ferroviaire française de la ligne de Boulogne-Ville à Calais-Maritime, située sur le territoire de la commune de Rinxent, à proximité de Marquise, dans le département du Pas-de-Calais en région Hauts-de-France.
C'est une gare de la Société nationale des chemins de fer français (SNCF), desservie par des trains TER Hauts-de-France. Elle est ouverte au service du fret.

## Situation ferroviaire
Établie à 40 mètres d'altitude, la gare de Marquise - Rinxent est située au point kilométrique (PK) 270,028 de la ligne de Boulogne-Ville à Calais-Maritime, entre les gares de Wimille - Wimereux et du Haut-Banc.
Jusqu'aux années 1990, la gare constituait également la tête de ligne de deux chemins de fer industriels desservant les usines locales, cette activité a cessé et l'embranchement ouest a été déferré, sur la ligne est, on observe toujours une activité fret desservant les carrières du Boulonnais situées 2 km plus au nord. 

## Histoire
La gare a été ouverte en 1867 sur le modèle classique d'une gare de catégorie 4 de la Compagnie du Nord.[réf. nécessaire]
À partir de 1883 et de l'inauguration du chemin de fer industriel local, elle exerce une très importante activité de fret liée aux carrières et à la transformation de ces produits de carrière en craie et en chaux.
En 1916, on construit un embranchement militaire vers la base d'aérostats installée par l'armée 800 m au sud de la gare pour desservir et alimenter l'usine d'hydrogène qui gonflait alors les dirigeables.
Dès 1940, la gare est fortement bombardée notamment dans le cadre de la bataille de Dunkerque (pour prévenir toute remontée de renfort), puis de nouveau à partir de 1942 dans le cadre de l'opération Fortitude destinée à faire croire aux nazis à l'imminence d'un débarquement dans le Pas de Calais. La proximité du viaduc de Wimereux et de l'abri d'un des trois canons ferroviaires K5  destinés à bombarder Londres ou des navires pouvant traverser la Manche a fait subir à la gare mais aussi aux habitations proches un lourd préjudice.
Le bâtiment voyageur actuel est ouvert dans les années 1950 et la halle fret ferme dans les années 1970.
Durant les années 1980, l'embranchement des usines est fermé et en 1994, lors de l'électrification, le raccord de voie et les emprises ouest sont supprimés tandis que l'embranchement des carrières du Boulonnais est toujours en service et voit passer plusieurs trains hebdomadaires.

## Galerie de photographies

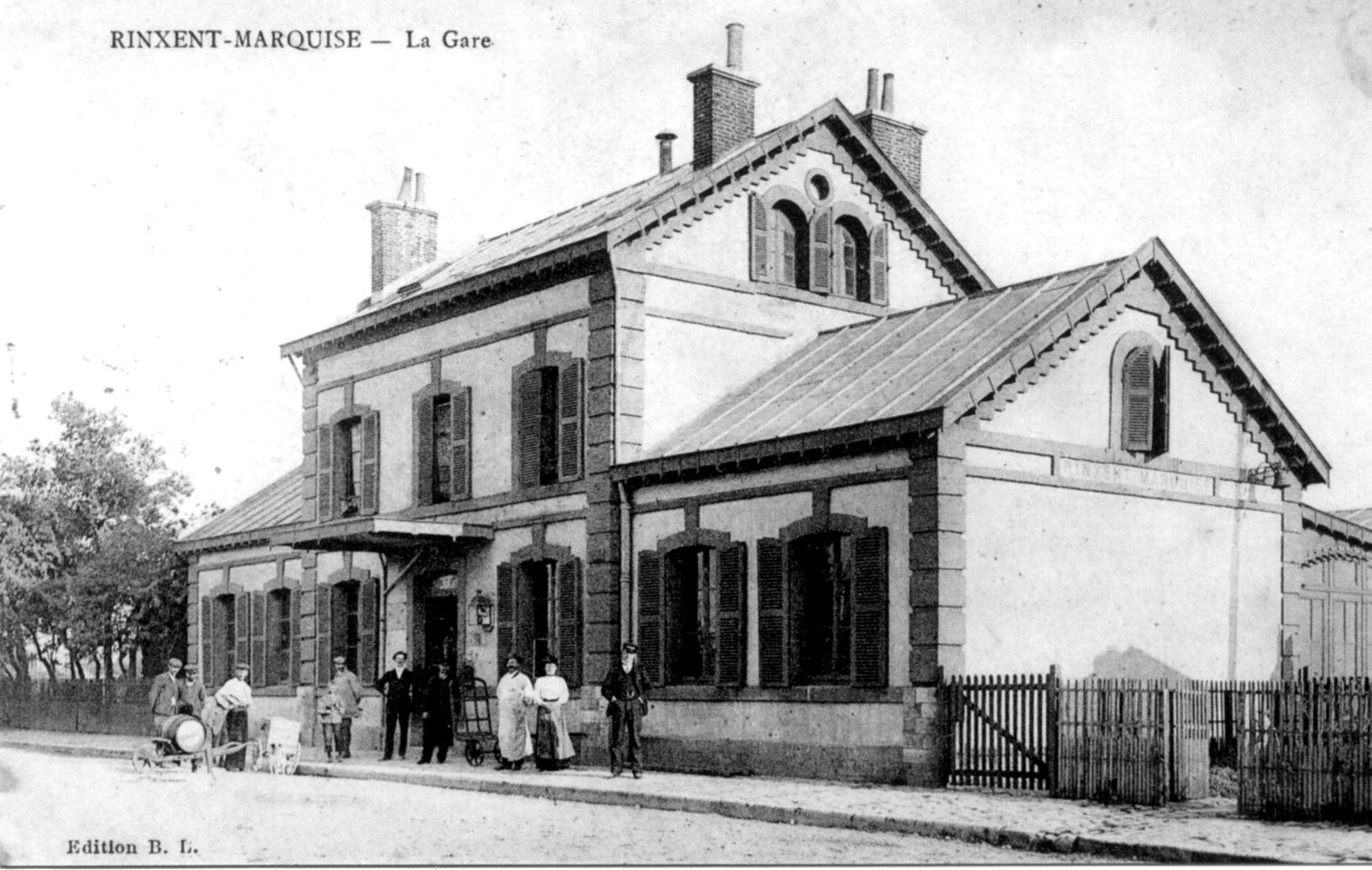
Le bâtiment voyageurs, vers 1905.
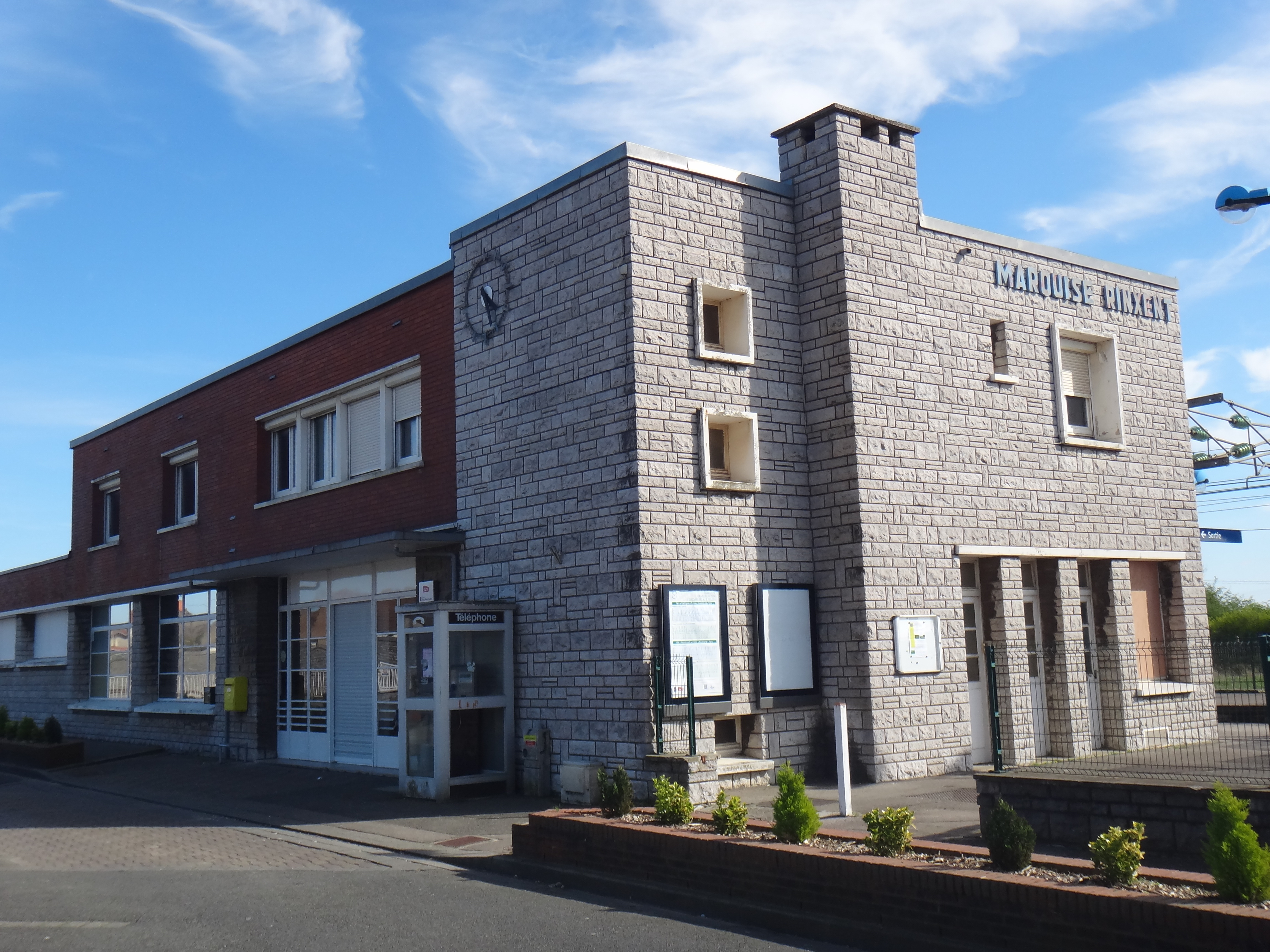
Pignon de la gare.

## Service des voyageurs

### Accueil
Gare SNCF, elle dispose d'un bâtiment voyageurs, avec guichet, ouvert du lundi au vendredi et fermé les samedis, dimanches et jours fériés. Elle est équipée d'automates pour l'achat de titre de transport.

### Desserte
Marquise - Rinxent est desservie par des trains TER Hauts-de-France, qui effectuent des relations entre les gares de Calais-Ville et de Boulogne-Ville, ou d'Étaples - Le Touquet, ou de Rang-du-Fliers - Verton, ou d'Amiens.

### Intermodalité
Un parking pour les véhicules y est aménagé.

## Service des marchandises
Cette gare est ouverte au service du fret (train massif en gare et desserte de deux installations terminales embranchées).